# Ханк Зипзър
Ханк Зипзър е сериал по книгите „Ханк Зипзър“. Комедията е предназначена за деца. През 2014 г. започва излъчване по CBBС и CBBC HD във Великобритания. Стартира излъчването си по Дисни Ченъл България на 8 март 2015 г.

## Сюжет
Ханк Зипзър е 12-годишно момче, което живее в Лондон и има дислексия.

## В България
| Сезон | Eпизоди | Премиера в Великобритания | Премиера в България |
| ----- | ------- | ------------------------- | ------------------- |
| 1     | 13      | 28 януари 2014            | 8 март 2015         |
| 2     | 13      | 13 август 2015            | 12 септември 2016   |
| 3     | 13      | 26 май 2016               | 14 януари 2017      |

## Главни герои
| Име             | Биография                                                                  |
| --------------- | -------------------------------------------------------------------------- |
| Ханк Зипзър     | Главният герой, който е изправен пред множество предизвикателства.         |
| Ник МакКелти    | Най-големият враг на Ханк.                                                 |
| Г-жа Адолф      | Учителката на Ханк, която мрази забавата и Ханк; винаги носи сиви дрехи.   |
| Франки Тоунсенд | Най-добрият приятел на Ханк.                                               |
| Ашли Уонг       | Най-добрата приятелка на Франки и Ханк.                                    |
| Емили Зипзър    | По-малката сестра на Ханк е много умна, но и досадна; има игуана – Катрин. |
| Роса Зипзър     | Майката на Ханк и Емили Зипзър.                                            |
| Стенли Зипзър   | Бащата на Ханк и Емили, който е обсебен от кръстословиците и футбола.      |
| Катрин Зипзър   | Игуаната на Емили.                                                         |
| Г-н Рок         | Любимият учител на Ханк, който преподава музика.                           |
| Зоуи            | Момичето, което Ханк харесва.                                              |